# Cumacea
Cumacea là một bộ động vật giáp xác biển nhỏ của siêu bộ Peracarida, đôi khi được gọi là Tôm đội mão hay Tôm dấu phẩy. Bề ngoài và cấu trúc cơ thể dị thường của chúng làm cho chúng dễ phân biệt với các loài giáp xác khác. Chúng sống ở đáy mềm như bùn và cát, chủ yếu là trong môi trường biển. Hiện có hơn 1.500 loài cumacea được mô tả chính thức. Sự đa dạng loài Cumacea tăng theo chiều sâu.

## Phân loại

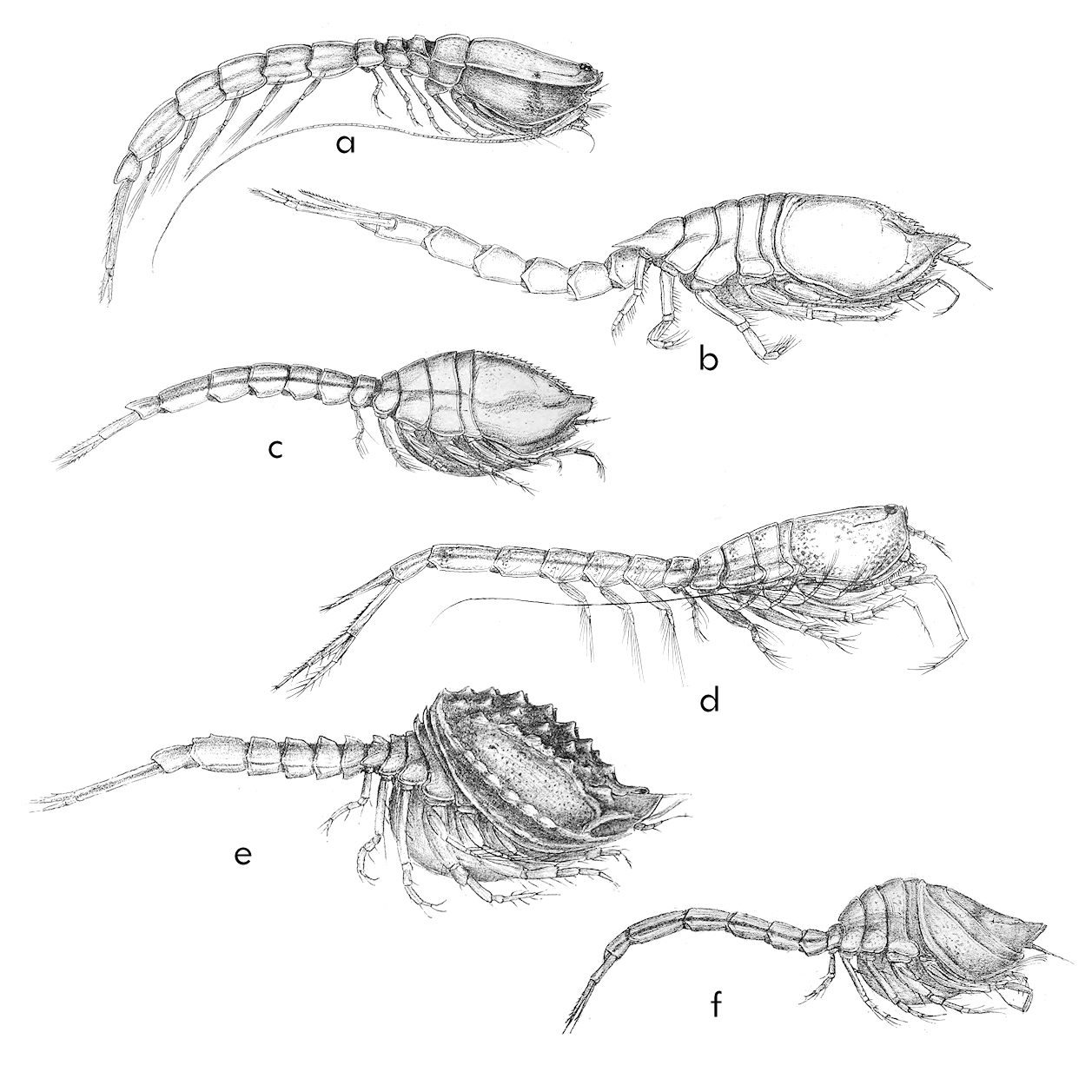
Diversity of forms as shown here in six of the extant families. (a) Bodotriidae, (b) Diastylidae, (c) Leuconidae, (d) Lampropidae, (e) Nannastacidae, (f) Pseudocumatidae

Cumacea thuộc về siêu bộ Peracarida, trong lớp Malacostraca. Bộ Cumacea được chia thành 8 họ, 141 chi, và 1.523 loài:
- Bodotriidae Scott, 1901 (379 loài trong 36 chi)
- Ceratocumatidae Calman, 1905 (10 loài trong 2 chi)
- Diastylidae Bate, 1856 (318 loài trong 22 chi)
- Gynodiastylidae Stebbing, 1912 (106 loài trong 12 chi)
- Lampropidae Sars, 1878 (114 loài trong 15 chi)
- Leuconidae Sars, 1878 (139 loài trong 16 chi)
- Nannastacidae Bate, 1866 (426 loài trong 25 chi)
- Pseudocumatidae Sars, 1878 (30 loài trong 12 chi)

Một loài cũng được đặt incertae sedis trong bộ.